# Ruanda nos Jogos Olímpicos de Verão de 2004
Ruanda competiu nos Jogos Olímpicos de Verão de 2004, em Atenas, na Grécia.